# Aldeire (Alcóntar)
Aldeire es una entidad de población española del municipio de Alcóntar, perteneciente a la provincia de Almería, en la comunidad autónoma de Andalucía.

## Historia
Hacia mediados del siglo XIX, el lugar, por entonces perteneciente a Serón, tenía contabilizada una población de 236 habitantes. Aparece descrito en el primer volumen del Diccionario geográfico-estadístico-histórico de España y sus posesiones de Ultramar de Pascual Madoz con las siguientes palabras:

ALDEIRE: cas. en la prov. de Almeria, part. jud. de Purchena, térm. jurisd. de Seron (V.), cuya municipalidad nombra un dip. para el cas. y las cortijadas de los Marcos-Santos y Espelon. Pasa por su der. un arroyo formado de las aguas de las Casillas, Orapla y Marcos, las cuales reunidas constituyen el arroyo de las Herrerias. Pobl.: 71 vec. 236 alm.
(Madoz, 1845, p. 516)

En la actualidad, pertenece al municipio de Alcóntar. En 2023, la entidad singular de población tenía empadronados diez habitantes y el núcleo de población, los mismos.